# Turtle Soup
Turtle Soup è un album in studio del gruppo musicale statunitense The Turtles, pubblicato nel 1969.

## Tracce
1. Come Over – 2:18
2. House on the Hill – 2:58
3. She Always Leaves Me Laughing – 2:46
4. How You Loved Me – 2:56
5. Torn Between Temptations – 2:45
6. Love in the City – 3:37
7. Bachelor Mother – 2:38
8. John and Julie – 3:10
9. Hot Little Hands – 4:10
10. Somewhere Friday Night – 3:20
11. Dance This Dance – 3:30
12. You Don't Have to Walk in the Rain – 2:42